# 島田香奈
島田 香奈（しまだ かな、1984年10月27日 - ）は、日本のAV女優。

## 略歴
2005年、ロリ系女優としてAVデビュー。
趣味は料理、散歩。

## 作品
2005年
- 第2弾 バスガイド島田香奈とイク!生中出し温泉ツアー 全10発（6月4日、ディープス）
- 若妻の肌ざわり（8月2日、光夜蝶）
- リモコンバイブの虜 2 島田香奈（10月11日、プールクラブ・エンタテインメント）
- HIGH SCHOOL FUCK（11月1日、アイデアポケット）他出演:若葉ひな、SARINA、池野朋
- 従イラマチオ 〜拉致られギャル強制肉便器〜（11月17日、タカラ映像）

2006年
- 満喫ボディ!（8月15日、T&Communication's）
- ぼくの子宮 かな モザイク一切無し!!丸見え全開!!!（2月8日、グリッターフィルムズ）
- Lesbian Life 1（7月27日、U&K）他出演:星優乃
- 再婚家庭相姦図 肉欲に飢えた義母（10月25日、FAプロ・プラチナ）他出演:松本亜璃沙

2007年
- DOUBLE CHIJO 8（10月26日、U&K）他出演:瀬戸ひなた

2010年
- レズ無双 2（11月13日、U&K）他出演:山口玲子、立花瞳